# Московское маршрутное такси
Московское маршрутное такси — совокупность всех линий маршрутного такси (маршруток) в Москве, действовавшая до 15 августа 2016 года (кроме ТиНАО).

## История

### Советский период
В Москве маршрутные такси появились в 30-е годы XX века. Легковые автомобили ЗИС-101, позже ЗИС-110 курсировали между важнейшими площадями столицы, вокзалами и крупными выставками, парками, отвозили пассажиров на спортивные матчи. Так, в 1939 году доставкой посетителей Всесоюзной сельскохозяйственной выставки (ВСХВ) наряду с трамваями, троллейбусами и автобусами занимались 120 автомобилей маршрутного такси. В отличие от обычных такси, где работали таксометры, плата за проезд в маршрутном такси устанавливалась по тарифным участкам, как в автобусах и троллейбусах тех времён; так, проезд от площади Свердлова до ВСХВ обходился в 3 рубля. С учётом культуры посадки на такси, происходившее, как правило, на оборудованных стоянках, трасса зачастую отличалась от основных маршрутов, посадка осуществлялась только на конечных, высадка «по требованию».
В 60-е годы в качестве маршрутных такси начали использоваться автобусы особо малого класса (микроавтобусы) РАФ-977 и автобусы малого класса ПАЗ-652. Очень скоро они вытеснили легковые автомобили с маршрутного движения.
В 1964 году в Москве было 18 дневных и 10 ночных линий маршрутных такси. Нумерация последних начиналась с цифры 5. Дневные маршрутные такси работали в будни с 7 до 21 часа, по воскресеньям с 10 до 19 часов. Ночные маршрутные такси работали с 0:30 до 6 часов.
| №   | Трасса | Тип     |
| --- | --- | ------- |
| 1   | Пушкинская пл. — ул. Горького — Красная пл. — ул. Куйбышева — пл. Ногина — Яузские ворота | Дневное |
| 5   | Пушкинская пл. — ул. Горького — Ленинградский просп. — ул. «Правды» — комбинат «Правда» | Дневное |
| 6   | Пушкинская пл. — Тверской бульвар — ул. Герцена — пл. Восстания — ул. Чайковского — Кутузовский просп. — гостиница «Украина» | Дневное |
| 7   | Пушкинская пл. — Тверской бульвар — ул. Герцена — пл. Восстания — ул. Чайковского — Кутузовский просп. — гостиница «Украина» | Дневное |
| 8   | Белорусский вокзал — Бутырский вал — Савёловский вокзал — Бутырская ул. — ул. Руставели | Дневное |
| 9   | Пл. Маяковского — Садовое кольцо — Курский вокзал | Дневное |
| 10  | Марьина роща — Октябрьская ул. — пл. Коммуны — Самотёчная ул. — Садовое кольцо — Каланчёвская ул. — Комсомольская пл. | Дневное |
| 11  | Киевский вокзал — наб. Тараса Шевченко — гостиница «Украина» | Дневное |
| 12  | Павелецкий вокзал — Кожевническая ул. — Павелецкая наб. — 56-я больница — Даниловская наб. | Дневное |
| 13  | Пушкинская пл. — Бульварное кольцо — Покровские ворота | Дневное |
| 18  | Курский вокзал — Лялин пер. — ул. Чернышевского — ул. Богдана Хмельницкого — Ильинские ворота — Старая пл. — пл. Ногина | Дневное |
| 25  | Ст. м. «Октябрьская» — Ленинский просп. — универмаг «Москва» | Дневное |
| 38  | Гостиница «Советская» — ул. Горького — просп. Маркса — ст. м. «Дзержинская» | Дневное |
| 39  | Ст. м. «Краснопресненская» — Баррикадная ул. — пл. Восстания — ул. Герцена — просп. Маркса — ст. м. «Дзержинская» | Дневное |
| 40  | Павелецкий вокзал — ул. Осипенко — ул. Солянка — пл. Ногина — Ильинские ворота — ст. м. «Дзержинская» | Дневное |
| 44  | Просп. Маркса — ст. м. «Дзержинская» — Новая пл. — ул. Куйбышева — Красная пл. — Москворецкий мост — ул. Б. Ордынка — Добрынинская пл. — Люсиновская ул. — Даниловская пл. | Дневное |
|     | Пл. Революции — аэропорт «Внуково» | Дневное |
|     | Пл. Революции — аэропорт «Шереметьево» | Дневное |
| 501 | Ст. м. «Октябрьская» — Ленинский просп. — ул. Кравченко — ст. м. «Проспект Вернадского» | Ночное  |
| 502 | Ст. м. «Киевская» — гостиница «Украина» — Кутузовский просп. — ул. Барклая — 1-я Филёвская ул. — Кастанаевская ул. — ст. м. «Пионерская» | Ночное  |
| 503 | Манежная пл. — ст. м. «Площадь Революции» — просп. Маркса — ул Горького (Советская пл. — пл. Маяковского — ст. м. «Белорусская») — Ленинградский просп. — ст. м. «Сокол» | Ночное  |
| 504 | Манежная пл. — ст. м. «Площадь Революции» — просп. Маркса — ул. Дзержинского — ул. Сретенка (Сретенские ворота) — Колхозная пл. — просп. Мира — ст. м. «Ботанический сад» — ст. м. «Рижская» — ст. м. «Мир» — ст. м. «ВДНХ» — городок Моссовета | Ночное  |
| 505 | Манежная пл. — ст. м. «Площадь Революции» — просп. Маркса — ст. м. «Дзержинская» — ул. Богдана Хмельницкого (Ильинские ворота) — ул. Чернышевского (Покровские ворота) — Земляной вал — Садовая-Черногрязская ул. — ст. м. «Лермонтовская» — Каланчёвская ул. — ст. м. «Комсомольская» — Краснопрудная ул. — ст. м. «Красносельская» — Русаковская ул. — ст. м. «Сокольники» — Преображенская ул. — Преображенская пл. — Б. Черкизовская ул. — Щёлковское шоссе (15-я Парковая ул.) | Ночное  |
| 506 | Пл. Ногина — ул. Солянка — Яузские ворота — Ульяновская ул. — пл. Прямикова — Школьная ул. — пл. Ильича — платформа Новая — шоссе Энтузиастов — кинотеатр «Слава» (1-я Владимирская ул.) | Ночное  |
| 507 | Пл. Ногина — ул. Солянка — Яузские ворота — Верхняя Радищевская ул. — ст. м. «Таганская» — Воронцовская ул. — пл. Крестьянской заставы — Волгоградский просп. — платформа «Текстильщики» | Ночное  |
| 508 | Ст. м. «Добрынинская» — Люсиновская ул. — пл. Серпуховской заставы — Б. Тульская ул. — Варшавское шоссе (Бассейн) | Ночное  |
| 509 | Ст. м. «Белорусская» — 2-я Брестская ул. — ст. м. «Маяковская» — Садовое кольцо (пл. Восстания) — ст. м. «Смоленская» — Смоленская ул. — ст. м. «Киевская» — Бородинский мост — Смоленская ул. — ст. м. «Смоленская» — Садовое кольцо (Зубовская пл. — ст. м. «ПКиО» — ст. м. «Октябрьская» — ст. м. «Добрынинская» — Валовая ул.) — ст. м. «Павелецкая» | Ночное  |
| 510 | Ст. м. «Павелецкая» — Зацепский вал — Народная ул. — ст. м. «Таганская» — ул. Чкалова — ст. м. «Курская» — Земляной вал — Садовая-Черногрязская ул. — ст. м. «Лермонтовская» — Каланчёвская ул. — «Комсомольская» — 1-й Дьяковский пер. — Орликов пер. — Садовое кольцо (ст. м. «Лермонтовская» — Колхозная пл. — Самотёчная пл. — ст. м. «Маяковская») — ул. Горького — ст. м. «Белорусская»                                                                                       | Ночное  |

С конца 70-х до середины 90-х в качестве маршрутных такси использовались исключительно микроавтобусы латвийского производства РАФ-2203 и РАФ-22038 с 11 пассажирскими местами.
По данным на 1980 год, в качестве маршрутных такси использовалось 480 микроавтобусов, преимущественно РАФ-2203. Было 46 маршрутов, общая протяжённость составляла около 400 км. Ежесуточно маршрутные такси перевозили более 100 тысяч пассажиров.

### Российский период

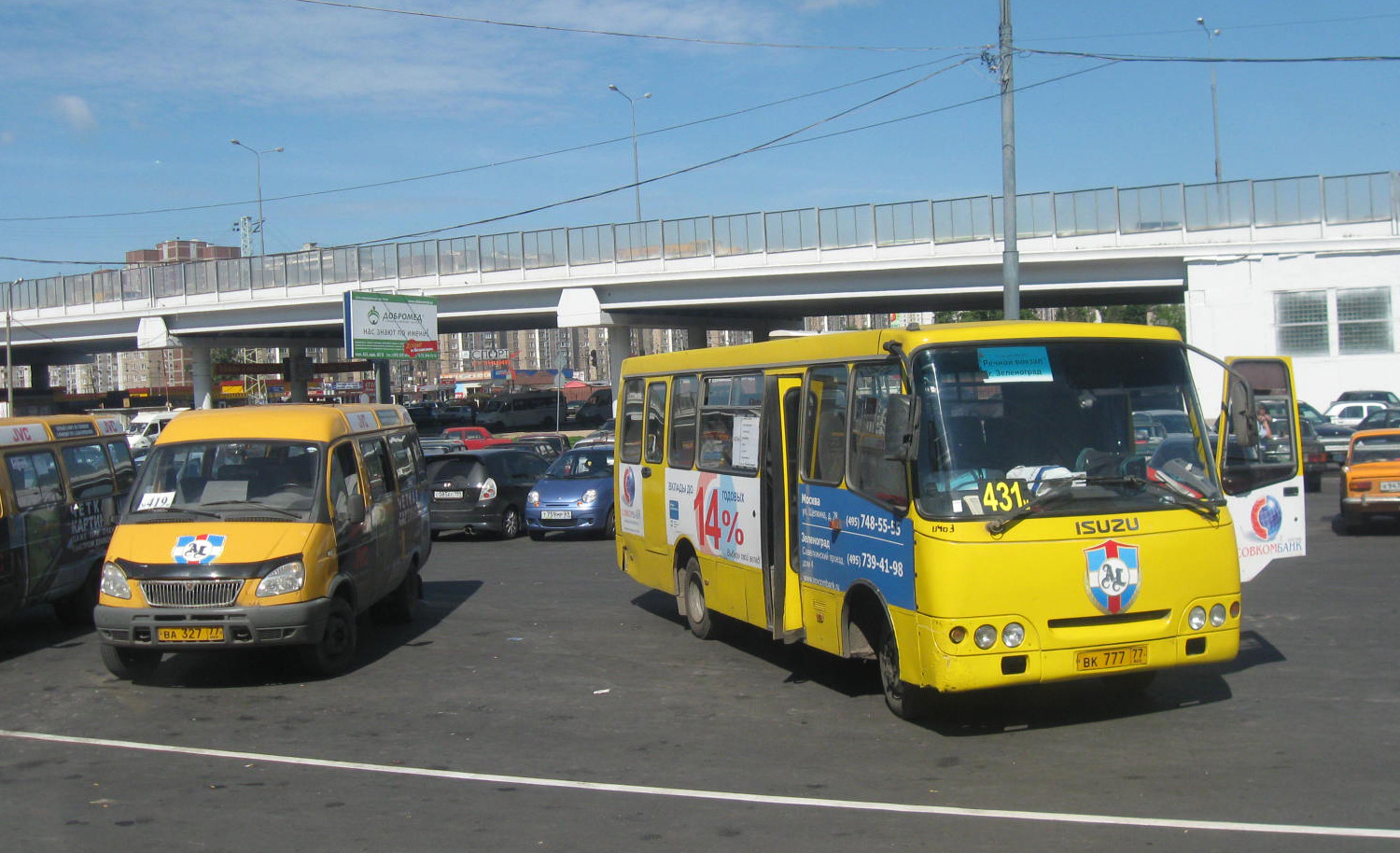
ГАЗель и Isuzu Богдан А092

С 1996 года по 1998-й, ставшие импортными латвийские микроавтобусы РАФ были полностью вытеснены более просторными отечественными микроавтобусами ГАЗ-32213 «ГАЗель». Массовый выпуск дешёвых микроавтобусов «ГАЗель» дал маршрутному такси новую жизнь. В конце 1990-х предпринимались попытки использовать в качестве маршрутных такси автобусов малого класса ЗИЛ-3250, Iveco Daily и Iveco Breda, но после дефолта 1998 года использование иномарок было прервано на несколько лет. Тем не менее, в связи с увеличением пассажиропотока и повышением требований к уровню безопасности, после 2003 года ряд крупных автоперевозчиков начал применять в качестве маршрутных такси импортные автобусы малого класса Mercedes-Benz Sprinter, Ford Transit, Volkswagen LT2, Iveco Daily, Volkswagen Crafter, Hyundai County, низкопольные автобусы ПАЗ-3237 (опытная эксплуатация), а также полунизкопольные автобусы большого класса Scania OmniLink.

#### 1990-е
Уменьшение финансирования транспортных предприятий и ослабление контроля над оплатой проезда в 90-е годы привело к ухудшению работы городского общественного транспорта. В 1992 году структура государственных маршрутных такси была фактически уничтожена, а подвижной состав (микроавтобусы) был выкуплен водителями и фактически перестал выполнять регулярные пассажирские перевозки. Возрождение маршрутных такси началось с 1994 года с появлением частных автотранспортных компаний (пример — московская компания «Автолайн»). В условиях рыночной экономики маршрутные такси начали выступать как более дорогое (отсутствие льгот, изначально более высокая плата за проезд), но более быстрое, гибкое, комфортное и с гарантированным сидячим местом средство передвижения. Кроме того, перевозчики иногда формировали новые маршруты, которые были востребованы пассажирами, но не обслуживались «Мосгортрансом» (подъезд к крупным рынкам и хордовое соединение соседних станций метро по кратчайшему пути). Постепенно маршрутные такси перетянули к себе основную часть платежеспособных пассажиров наземного транспорта.

#### 2000-е
К началу 2000-х годов маршрутные такси стали серьёзным конкурентом муниципального транспорта, охватив практически все коммерчески интересные маршруты. Однако уже с конца 90-х маршрутные такси стали менять нишу, занимаемую ими. Если в начале 90-х они были условно более комфортной, быстрой и, в то же время, более дорогой альтернативой муниципальному транспорту, то постепенно они стали восприниматься лишь как более быстрый, но при этом значительно менее безопасный и даже менее удобный вид транспорта. Цены на проезд между маршрутками и муниципальным транспортом также выровнялись. Во многом этому способствовали некоторые успехи «Мосгортранса» по замене подвижного состава и, наоборот, полное отсутствие контроля частных перевозчиков над качеством обслуживания пассажиров маршрутных такси. Разбитые «ГАЗели» с низкоквалифицированными водителями уже не могли удовлетворить платёжеспособных пассажиров.
Ситуация коренным образом изменилась с внедрением «Мосгортрансом» систем АСКП на своём подвижном составе. Из-за больших задержек на посадке (особенно на некоторых остановках) многие пассажиры стали вновь уходить на маршрутки. В то же время владельцы маршрутных такси начали использовать более современный и безопасный импортный подвижной состав большей вместимости, улучшив тем качество обслуживания. Постепенно ситуация выровнялась. С ноября 2007 года происходит активная замена подвижного состава, ГАЗели в перспективе могли исчезнуть с улиц.
Но переход на более вместительные модели подвижного состава привёл к следующим проблемам:
1. При переходе с «ГАЗелей» на транспорт малой вместимости, в основном Mercedes-Benz Sprinter и Ford Transit, количество остановок в час пик возрастает до 3—4 раз по сравнению с дублируемыми маршрутами. Хотя маршрутах в удалённые районы приводит к ускорению путём пролёта большого участка (обычно от метро до МКАД), останавливаясь только на высадку пассажиров по основным пунктам.
2. Перевозка стоячих пассажиров, бывшая исключением в ГАЗели, стала возможна официально.
3. Если раньше маршрутка могла отправиться по достижении полной загрузки, то сейчас стало правилом отправление за 1—2 минуты до дублируемого транспорта.
4. При наличии двух станций метро на маршруте нередки случаи промежуточной стоянки, достигавшие 20 минут.

С 2006 года все маршрутные такси планировалось переподчинить Департаменту транспорта и связи г. Москвы и ввести обязанность координирования своей работы с «Мосгортрансом».

#### 2010-е

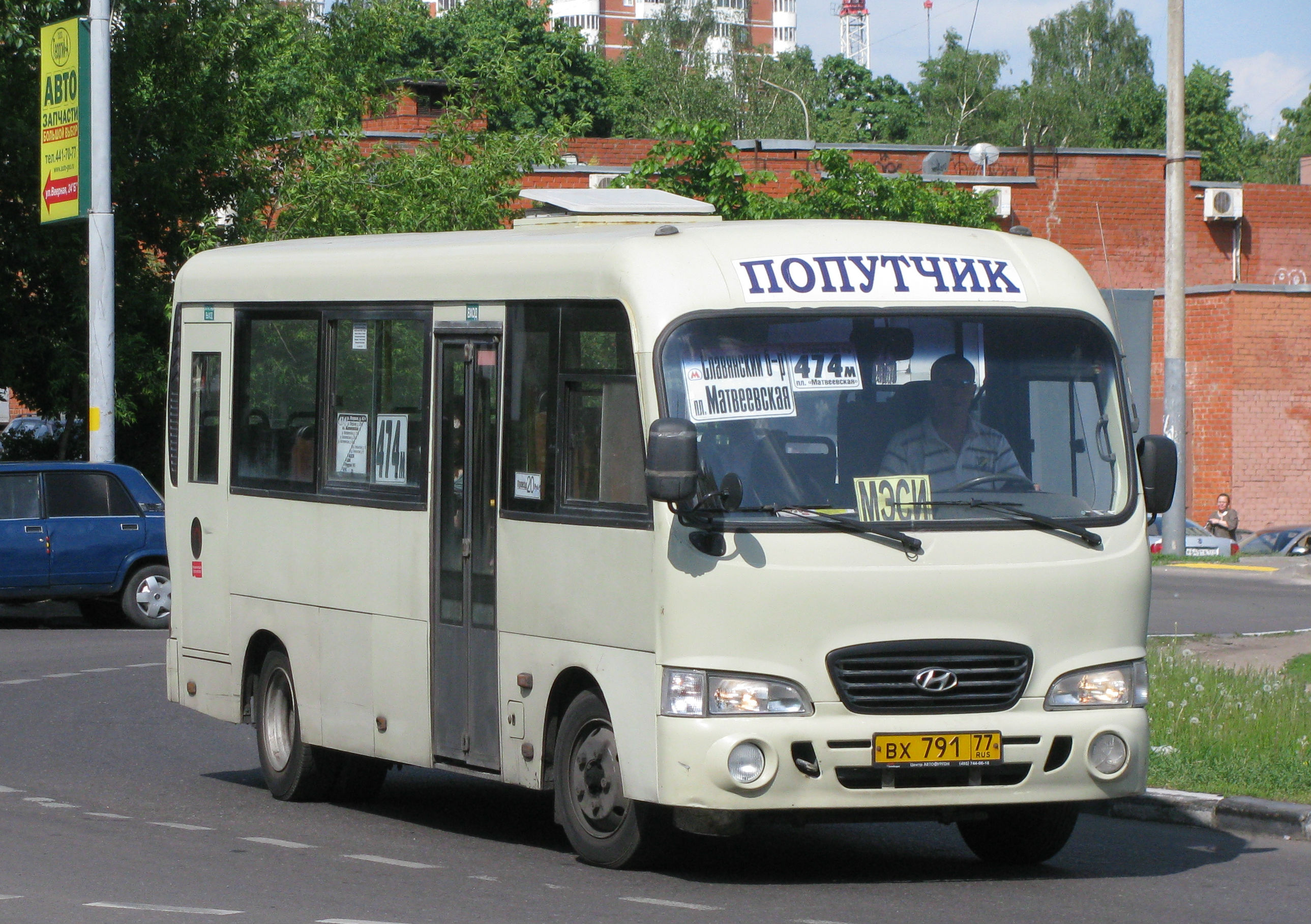
Hyundai County SWB на маршруте № 474м, 2011 год

В 2015—2016 годах в рамках реализации новой модели транспортного обслуживания Москвы все внутригородские маршрутки подлежали ликвидации с преобразованием в новые коммерческие маршруты с единым тарифным меню или с заменой усилением дублируемого маршрута «Мосгортранса». Официально система маршрутного такси в Москве завершила свою работу 15 августа 2016 года (за исключением ТиНАО). Тем не менее, в течение нескольких недель (и даже месяцев) на некоторых отмененных маршрутах нелегально продолжили свою работу те же микроавтобусы, но с заклеенными в трафаретах литерой «м». При этом на линии стал появляться подвижной состав, никогда не бывший на балансе таксомоторного предприятия (как правило, значительно меньший по вместимости). Кроме того, на линии замечались микроавтобусы, работавшие вообще без номера маршрута (указывались лишь конечные и промежуточные пункты следования). После участившихся рейдов со стороны ГКУ «Организатор перевозок» и сотрудников автоинспекций работа и этих перевозчиков была прекращена. В настоящее время, на некоторых из ранее существовавших маршрутах организована работа нелегальных такси под видом обычных легковых автомобилей.
Для Зеленоградского административного округа была предоставлена отсрочка на ликвидацию шести последних маршрутов до конца июля 2017 года (№№ 416м, 417м, 431м, 460м, 476м и 707м). Однако, в отличие от остальной территории Москвы, на эти маршруты аукционы на новую модель так и не были проведены в том числе и в связи с лобби областного Минтранса (четыре из шести маршрутов следовали транзитом через область), а ГУП «Мосгортранс» не обеспечил достаточных мероприятий для замещения старых маршрутов:
- №№ 416м и 417м — заменены дополнительными рейсами зеленоградских автобусов №№ 16к и 17 соответственно.
- № 431м — заменён обычным автобусным маршрутом № 400, однако, в отличие от маршрутки, выезд на Ленинградское шоссе оставлен на Московском проспекте.
- №№ 460м и 707м — не были заменены в полной мере, так как в результате отмены маршруток расположенная к востоку от Кутузовского шоссе деревня Рузино потеряла прямое сообщение с основной территорией Москвы. Также трассы старых маршруток в черте самого Зеленоградского округа и конечные пункты отличались от автобусов «Мосгортранса».
- № 476м — не был заменён вообще.

В настоящее время в Москве остались маршрутные такси, следующие из Москвы в Московскую область. Оплата производится картой «Стрелка» и банковскими картами с возможностью бесконтактной оплаты. Номер маршрута пишется красным цветом, также зачастую маршруты имеют букву «к» на конце. Позднее в маршрутных такси Московской области стали приниматься карты «Тройка», а также социальные карты Московской области.

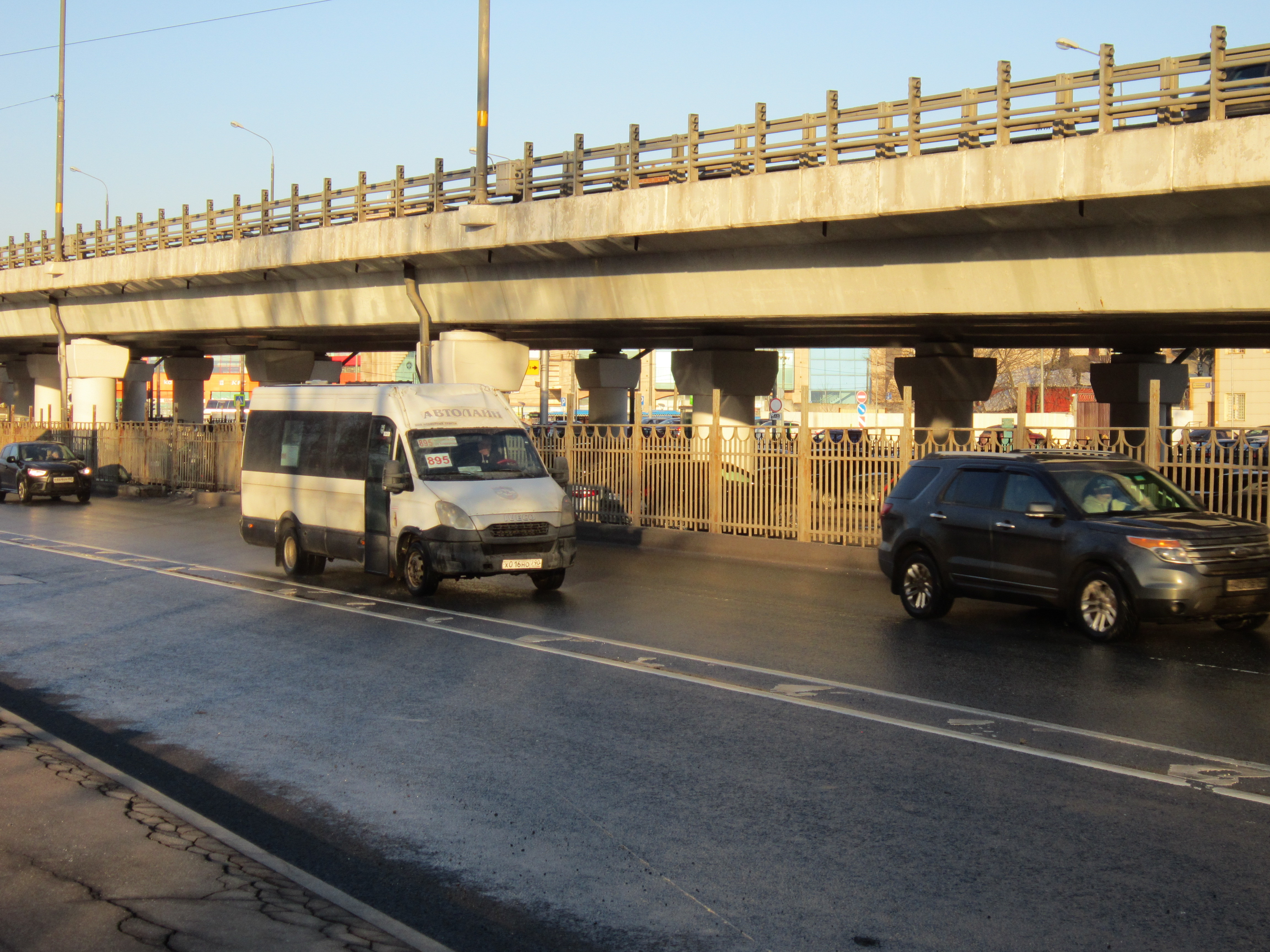
Нижегородец-2227UU (Iveco Daily) на маршруте № 895 в сторону остановки «Совхоз „Коммунарка“», март 2023 года

Также остались маршрутные такси в Новой Москве, часть из которых следуют от станции метро «Тёплый Стан», «Бульвар Дмитрия Донского», «Бунинская аллея», «Коммунарка» или ж/д станции «Щербинка» по узким дорогам через деревни и дачи. Оплата в маршрутных такси Новой Москвы производится только наличными, как в 1980-2000-е гг., «Тройка», «Стрелка», банковские карты и разовые проездные не принимаются.
| №   | Конечная остановка 1                               | Конечная остановка 2     | Примечания |
| --- | -------------------------------------------------- | ------------------------ | --- |
| 46  | Московский (Школа № 2064)                          | МЕГА Тёплый Стан         | |
| 53  | Садоводческое товарищество «Нива»                  | Станция Рассудово        | |
| 398 | Троицк (Торговый центр)                            | Тёплый Стан              | Остановка «Троицк (Торговый центр)» переименована в «Троицк (Академическая площадь)» для автобусов, но не для маршрутных такси |
| 422 | Щербинка                                           | Бульвар Дмитрия Донского | |
| 433 | Троицк (микрорайон «В»)                            | Тёплый Стан              | |
| 504 | Тёплый Стан                                        | МЧС «Лидер»              | |
| 512 | Тёплый Стан                                        | Секерино                 | |
| 522 | Первомайское                                       | Тёплый Стан              | |
| 531 | Тёплый Стан                                        | Красная Пахра            | |
| 577 | Тёплый Стан                                        | Совхоз «Воскресенское»   | |
| 590 | Московский, 8                                      | Юго-Западная             | |
| 592 | МЕГА Тёплый Стан                                   | Ясенево                  | |
| 600 | Тёплый Стан                                        | Хованское кладбище       | |
| 804 | Мосрентген                                         | Тёплый Стан              | |
| 882 | Газопровод                                         | Ясенево                  | |
| 885 | Щербинка («Клуб»)                                  | Улица Старокачаловская   | |
| 887 | Оздоровительный комплекс «Солнечный городок» ЦБ РФ | Ясенево                  | |
| 894 | Московский                                         | Ясенево                  | |
| 895 | Тёплый Стан                                        | Совхоз «Коммунарка»      | |
| 952 | Тёплый Стан                                        | МЕГА Тёплый Стан         | |
| 967 | МЕГА Тёплый Стан                                   | Бунинская аллея          | |

## Роль в перевозках
Сеть маршрутных такси во многом повторяет сеть автобусных (реже троллейбусных и в очень редких случаях трамвайных) линий, но всё же имеет свою специфику. Маршруты такси, как правило, короче автобусных (отсекаются «нерентабельные» участки), могут изменяться в зависимости от загруженности улиц, очень часто обслуживают перевозку пассажиров на относительно небольшое расстояние (причём одной из конечных в этом случае, как правило, выступает станция метро). Особенно велика роль маршрутных такси на пригородных участках. В некоторых случаях они являются единственным видом транспорта.